# Juan Antonio de Riaño y Bárcena
Juan Antonio de Riaño y Bárcena (Liérganes, Cantabria, España, 16 de mayo de 1757–Guanajuato, Nueva España, 28 de septiembre de 1810) fue un militar español.

## Biografía
Hijo de Juan Manuel de Riaño Cuetos y de Rosa de la Bárcena Velarde. Participó en varias campañas contra los ingleses en Mobila, Misisipi, Fort Charlotte, Batton Rouge y en la toma de Pensacola (1781). Después de entrar al servicio del Virrey de Nueva España, tomó posesión como Corregidor y primer Intendente de Valladolid (desde 1828 llamada Morelia) en Michoacán en 1787. Aquí introdujo numerosas reformas y mejoras urbanísticas siguiendo el ideario de la Ilustración. En 1789 exploró y documentó personalmente la zona del volcán El Jorullo, nacido en 1759. En 1792, fue nombrado Intendente del centro minero de Guanajuato. Entre las obras públicas que mandó realizar ocupando este cargo destaca la Alhóndiga de Granaditas, levantada entre 1798 y 1809 (hoy en día Museo Regional de Guanajuato). Es un paralelogramo con las características de una fortaleza, de piedra rematada por una cornisa dórica, construido por el arquitecto Alejandro Durán y Villaseñor. Otra de sus obras fue el encauce del río que pasaba por la ciudad, actualmente conocido como Calle Subterránea. 
Riaño y Bárcena, que en 1797 había sido nombrado caballero de la Orden de Calatrava, falleció durante la toma de la Alhóndiga de Granaditas, mientras defendía la mencionada Alhóndiga de Guanajuato, en la que se había refugiado junto con otros españoles avencidados en la ciudad. La toma de la plaza, capitaneada por el religioso Miguel Hidalgo, comenzó el 28 de septiembre de 1810. Al asedio se sumaron los mineros de la ciudad y jugaron un importante papel en los enfrentamientos, incorporando las técnicas utilizadas en las explotaciones mineras para abrir una entrada en el edificio.